# Federica Macrì
Federica Macrì (Trieste, 22 agosto 1990) è un'ex ginnasta italiana.

## Carriera sportiva
Atleta dell'associazione sportiva Artistica 81, allenata da Diego Pecar e da Teresa Macrì da quando aveva 3 anni, dal 1998 è entrata a far parte della squadra agonistica.

### Junior

#### 2001: Campionati italiani di categoria
Partecipa ai campionati di categoria a Lavagna nella categoria allieve 2º grado dove arriva con 32.125 punti in ottava posizione.
Federica veste per la prima volta la maglia azzurra nell'incontro Italia-Romania come junior.
Al corpo libero ha vinto la medaglia di bronzo agli Europei junior del 2004, oltre al bronzo vinto con la squadra insieme a Giorgia Benecchi, Vanessa Ferrari, Roberta Galante e Francesca Benolli.
Nel 2005 ha partecipato ai Giochi del Mediterraneo conquistando, insieme a Vanessa Ferrari, Monica Bergamelli, Daria Sarkhosh e Ilaria Rosso, la medaglia d'oro a squadre. Ai giochi della gioventù Europea EYOF Federica vince la medaglia di bronzo a squadre, sempre insieme a Vanessa Ferrari e Lia Parolari, e si qualifica per la finale al corpo libero chiudendo quinta. Agli assoluti ha guadagnato la medaglia di bronzo al volteggio, oltre alla 4ª postazione nel concorso generale e la 5ª al corpo libero.

## Senior
Nel 2006 due medaglie per la giovane Triestina: il bronzo nel concorso generale e l'argento al corpo libero. Agli Europei del 2006 a Volos, primo anno da senior per Federica, grazie al miglior punteggio italiano al volteggio e all'esecuzione al corpo libero, vince con le sue compagne di squadra Monica Bergamelli, Vanessa Ferrari, Lia Parolari e Carlotta Giovannini la prima medaglia d'oro a squadre della storia per l'Italia. Sfortunatamente arriva ai campionati Mondiali di Aarhus con un piccolo infortunio alla caviglia che le impedisce di eseguire l'esercizio al corpo libero, e la squadra Italiana non riesce a qualificarsi per la meritata finale per una manciata di decimi.
Agli Europei del 2007 ad Amsterdam, si qualifica per la finale del concorso generale con il nono punteggio e sfiora quella al corpo libero per pochi decimi. In finale individuale chiude al 14º posto. Nella tappa di Coppa del Mondo di Mosca (25-26 maggio) si qualifica per la finale alla trave e come prima riserva per quella al volteggio. Nella finale del giorno seguente, con 14.200, raggiunge la 7ª posizione. Partecipa ai Mondiali di Stoccarda (1-9 settembre): nelle qualificazioni sale su tutti gli attrezzi, qualificandosi per la finale individuale e contribuendo alla scalata dell'Italia nella classifica per nazioni; il team italiano ottiene la 5ª posizione conquistando la finale. Nella finale a squadre del 5 settembre, Federica esegue trave, corpo libero e volteggio, facendo chiudere l'Italia in quarta posizione, il miglior risultato di sempre fino a quel momento. Il 7 settembre è impegnata nella finale individuale dove chiude in 19ª posizione. Ai Campionati italiani Assoluti del 2007 si classifica 3ª nel concorso generale, 2º al volteggio, 2º alla trave e 2º al corpo libero.
Nel 2008 in gara si rompe il tendine d'Achille e si sottopone ad intervento chirurgico.
Nel 2010, agli Europei di Birmingham, si piazza al 5º posto con la nazionale.